# فرودگاه صنعتی پونوکا
فرودگاه صنعتی پونوکا (به انگلیسی: Ponoka Industrial (Labrie Field) Airport) یک فرودگاه همگانی است که یک باند فرود آسفالت دارد و طول باند آن ۹۴۲ متر است. این فرودگاه در کشور کانادا قرار دارد و در ارتفاع ۸۱۴ متری از سطح دریا واقع شده است.